# Borgheim
Borgheim är centralorten i Færders kommun i Vestfold fylke i sydöstra Norge. Orten, som utgör en del av tätorten Tønsberg, ligger där fylkesväg 308 möter fylkesväg 3092 och fylkesväg 3098, på den norra delen av ön Nøtterøy.
Tidigare har orten utgjort centralort i dåvarande Nøtterøy kommun.